# Arianna Vanderpool-Wallace
Arianna Fritzallen Vanderpool-Wallace (Nassau, 4 maart 1990) is een Bahamaanse zwemster. Ze vertegenwoordigde haar vaderland op de Olympische Zomerspelen 2008 in Peking en op de Olympische Zomerspelen 2012 in Londen.

## Carrière
Bij haar internationale debuut, op de Pan-Amerikaanse Spelen 2007 in Rio de Janeiro, eindigde Vanderpool-Wallace als zesde op de 100 meter vlinderslag, daarnaast strandde ze in de halve finales van de 50, de 100 en de 200 meter vrije slag. Samen met Alana Dillette, Alicia Lightbourne en Nikia Deveaux sleepte ze de bronzen medaille in de wacht op de 4x100 meter wisselslag, op de 4x100 meter vrije slag eindigde ze samen met Nikia Deveaux, Alana Dillette en Ariel Weech op de vijfde plaats. Samen met Deveaux, Dillette en Weech eindigde ze als zevende op de 4x200 meter vrije slag.
Tijdens de Olympische Zomerspelen van 2008 in Peking werd de Bahamaanse uitgeschakeld in de series van zowel de 50 als de 100 meter vrije slag.
Op de wereldkampioenschappen zwemmen 2009 in Rome strandde Vanderpool-Wallace in de series van de 50 en de 100 meter vrije slag en de 100 meter vlinderslag. Op zowel de 4x100 meter vrije slag als de 4x100 meter wisselslag werd ze samen met Alana Dillette, Teisha Lightbourne en Alicia Lightbourne uitgeschakeld in de series.
In Dubai nam de Bahamaanse deel aan de wereldkampioenschappen kortebaanzwemmen 2010. Op dit toernooi veroverde ze de bronzen medaille op de 50 meter vrije slag, daarnaast strandde ze in de halve finales van zowel de 100 meter vrije slag als de 50 meter vlinderslag.
Tijdens de wereldkampioenschappen zwemmen 2011 in Shanghai eindigde Vanderpool-Wallace als zevende op de 50 meter vrije slag, op de 100 meter vrije slag werd ze uitgeschakeld in de halve finales.
Op de Olympische Zomerspelen van 2012 eindigde de Bahamaanse als achtste op de 50 meter vrije slag, daarnaast strandde ze in de halve finales van de 100 meter vrije slag.
In Barcelona nam Vanderpool-Wallace deel aan de wereldkampioenschappen zwemmen 2013. Ze geraakte niet door de halve finales op de 50 meter en 100 meter vrije slag.

## Internationale toernooien
| Jaar | Olympische Spelen                      | WK langebaan                                                                                            | WK kortebaan                                                                       | PanPacs       | Pan-Ams |
| ---- | -------------------------------------- | --- | ---------------------------------------------------------------------------------- | ------------- | --- |
| 2007 |                                        | geen deelname                                                                                           |                                                                                    |               | 13e 50m vrije slag · 11e 100m vrije slag · 14e 200m vrije slag · 6e 100m vlinderslag · 5e 4x100m vrije slag · 7e 4x200m vrije slag · 4x100m wisselslag |
| 2008 | 24e 50m vrije slag 28e 100m vrije slag | | geen deelname                                                                      |               | |
| 2009 |                                        | 26e 50m vrije slag 21e 100m vrije slag 43e 100m vlinderslag 20e 4x100m vrije slag 25e 4x100m wisselslag |                                                                                    |               | |
| 2010 |                                        | | 50m vrije slag · 9e 100m vrije slag · 13e 50m vlinderslag · serie 100m vlinderslag | geen deelname | |
| 2011 |                                        | 7e 50m vrije slag 10e 100m vrije slag                                                                   |                                                                                    |               | geen deelname |
| 2012 | 8e 50m vrije slag 10e 100m vrije slag  | | geen deelname                                                                      |               | |
| 2013 |                                        | 15e 50m vrije slag 10e 100m vrije slag                                                                  |                                                                                    |               | |

## Persoonlijke records
Bijgewerkt tot en met 13 augustus 2013
Kortebaan
| Afstand         | Tijd  | Datum            | Plaats |
| --------------- | ----- | ---------------- | ------ |
| 50m vrije slag  | 24,04 | 19 december 2010 | Dubai  |
| 100m vrije slag | 52,85 | 16 december 2010 | Dubai  |

Langebaan
| Afstand         | Tijd  | Datum           | Plaats |
| --------------- | ----- | --------------- | ------ |
| 50m vrije slag  | 24,64 | 3 augustus 2012 | Londen |
| 100m vrije slag | 53,73 | 1 augustus 2012 | Londen |